# Torneo de Ningbo 2023
El Ningbo Open 2023 fue un torneo de tenis profesional que se jugó en canchas duras. Fue la 5ª edición del torneo, perteneció a la WTA Tour 2023 en la categoría WTA 250. Se está llevando a cabo en Ningbo, China, el 25 a 30 de septiembre de 2023.

## Distribución de puntos
| Modalidad           | Campeona | Finalista | Semifinales | Cuartos de final | 2.ª ronda | 1.ª ronda | Clasificadas | 2.ª ronda de clasificación | 1.ª ronda de clasificación |
| Individual femenino | 280      | 180       | 110         | 60               | 30        | 1         | 18           | 12                         | 1                          |
| Dobles femenino     | 280      | 180       | 110         | 60               | 1         | -         | -            | -                          | -                          |

## Cabeza de serie

### Individual femenino
| Tenista          | Ranking | Preclasificada |
| Ons Jabeur       | 7       | 1              |
| Petra Kvitová    | 14      | 2              |
| Sorana Cîrstea   | 25      | 3              |
| Anna Blinkova    | 40      | 4              |
| Varvara Gracheva | 44      | 5              |
| Arantxa Rus      | 47      | 6              |
| Katie Boulter    | 50      | 7              |
| Lucia Bronzetti  | 60      | 8              |

- Ranking del 18 de septiembre de 2023.

### Dobles femenino
| Tenista                          | Ranking | Preclasificada |
| Laura Siegemund Vera Zvonareva   | 35      | 1              |
| Anna Danilina Alexandra Panova   | 92      | 2              |
| Sabrina Santamaria Yana Sizikova | 119     | 3              |
| Anastasia Detiuc Katarzyna Piter | 154     | 4              |

## Campeonas

### Individual Femenino
Ons Jabeur venció a  Diana Shnaider por 6-2, 6-1

### Dobles Femenino
Laura Siegemund  /  Vera Zvonareva vencieron a  Guo Hanyu  /  Jiang Xinyu por 4-6, 6-3, [10-5]